# Iglesia de Santiago Apóstol (Albatera)

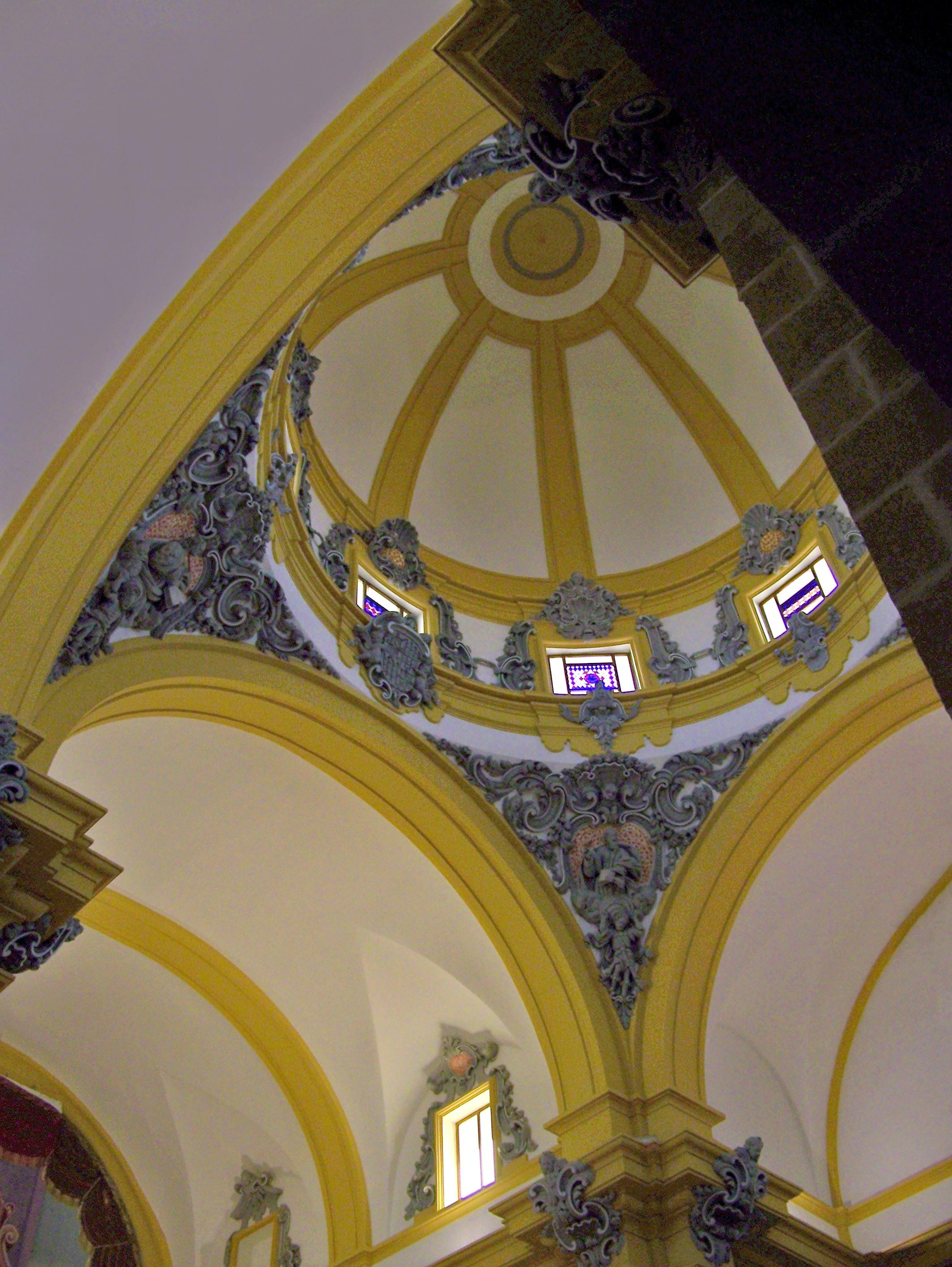
Cúpula

La iglesia de Santiago Apóstol en Albatera (Comarca de la Vega Baja del Segura, provincia de Alicante, España), mandada hacer por el primer conde de Albatera, Gaspar de Rocafull y Boil. Proyectada en estilo barroco levantino por el arquitecto Miguel de Francia Guillén; su construcción acabó en 1729. La portada, de los escultores Tomás y A. Martínez, erigida de 1753 a 1755, es barroca, pero en lo ornamental posee influjos del rococó francés. Tiene una extensión de 1252m2. 
Se sitúa en la zona central del casco urbano, ocupando una manzana completa, en la plaza de la iglesia que es el espacio más representativo de la población.
El templo de Santiago de la villa de Albatera respeta la tipología contrarreformista tanto en el interior como en el exterior, con una nave única y capillas entre contrafuertes.
La iglesia consta de dos plantas, una en semisótano con diversas dependencias entre las que destaca la cripta.
Se trata de una Iglesia de una sola nave en planta de cruz latina con cuatro tramos de capillas laterales, y cúpula de grandes dimensiones sobre pechinas y tambor a través del cual se ilumina el crucero.
En cuanto a los acabados de la obra, se deja vista la cantería en pilastras y dovelas, y se enlucen en tonos ocres los paramentos. La decoración en el interior es profusa en pecunias, tambor, capiteles y claves de arcos.
El retablo del altar mayor, realizado en madera, reproducía dos conjuntos de dos pares de columnas lisas de capitel compuesto que enmarcaban los elementos más importantes: el sagrario y la escultura de Santiago Apóstol, patrón de la Villa de Albatera. La parte superior está rematada por una pintura original del siglo XVIII que representa a la Santísima Trinidad bajo un telón rojo. La parte inferior de este retablo fue construida de la mano de varios albaterenses tras la Guerra Civil y la pérdida del anterior retablo, un símbolo de sencillez que desapareció el 16 de noviembre de 2009. 
La fachada retablo presenta un lienzo ciego rematado lateralmente con volutas. La portada aparece muy ornamentada, con dos cuerpos donde se sitúa una hornacina con el santo en el superior. 
El presbiterio aparece en su cara exterior flanqueado por dos torres prismáticas de planta cuadrada realizadas con ladrillo visto, configurando, junto con la cúpula, el perfil característico del templo.

En 2009 se celebraba el 250 aniversario del órgano de la Iglesia de Albatera. Es un órgano tubular, cuyo funcionamiento se activa a través de un teclado conectado a la maquinaria necesaria para originar sonidos mediante el paso del aire por tubos e diferentes longitudes. Este órgano conserva aún partes originales, fue realizado en Valencia en 1759.
El párroco que actualmente se encuentra dando su servicio en esta iglesia es D.Francisco Hernández Espinosa. Ayudado por el vicario Don Juan Jesús.
Además de la Iglesia Santiago Apóstol, el pueblo cuenta con dos pequeñas ermitas, la ermita de la Virgen del Rosario, dedicada a la patrona de la localidad cuya festividad es el día 7 de octubre. También la ermita de San Pedro Arrepentido, lugar de culto y devoción al santo que lleva ≅su nombre.

## Retrablo Mayor
El actual párroco de Albatera, en acuerdo con la pastoral de Albatera y junto con la ayuda del Ayuntamiento de este pueblo, llevaron a cabo el cambio el retablo.
Esta obra se produjo en dos partes, en cada una se formaba media parte del nuevo retablo.
Tras tres años de obras, el 31 de enero de 2011 el retablo mayor era bendecido por el anterior obispo de la diócesis Rafael Palmero. El retablo de unos quince metros de alto por siete de ancho y que ha costado aproximadamente 242000€ ha sido sufragado por las donaciones de los feligreses y por la diputación.
El lienzo de la Coronación de la Virgen, obra del siglo XVIII, fue mutilado en esta intervención. Si bien el IVACOR se encargó de la restauración de la parte central, los responsables de la intervención decidieron destruir los telones rojos propios de la iconografía barroca.
A esta inauguración también asistió el presidente de la Diputación José Joaquín Ripoll, puesto que a diputación también aportó dinero, y el alcalde de Albatera y parte de su corporación.

## Semana Santa
Sin duda una de las fiestas más importantes para la Iglesia católica es la Semana Santa. En la Parroquia de Albatera esta semana se vive de una forma muy intensa.
Esta parroquia cuenta con un total de 19 Cofradías y Hermandades, más de mil quinientos cofrades.
En la Parroquia se encuentran muchas de estas esculturas. Además, el Jueves Santo la iglesia queda abierta toda la noche para aquellos que quieran rezar.
El sábado Santo se realizan dos vigilias, una, a las 22:00 y otra a las 12:00.
En 2015 la iglesia de Albatera recuperó su matraca, o "tracaleta" como se conoce popularmente. El fin de este instrumento es sustituir en Semana Santa el sonido de las campanas por otro considerado más triste y acorde con la celebración de la Pascua.

## Contabilización de movimientos
En números, éstos han sido los bautizos, entierros y las bodas realizadas desde 2007 hasta 2014.
| AÑO  | BAUTIZOS | BODAS | DEFUNCIONES |
| ---- | -------- | ----- | ----------- |
| 2007 | 94       | 31    | 84          |
| 2008 | 112      | 25    | 62          |
| 2009 | 95       | 29    | 58          |
| 2010 | 101      | 17    | 75          |
| 2011 | 95       | 19    | 78          |
| 2012 | 73       | 26    | 79          |
| 2013 | 77       | 16    | 65          |
| 2014 | 79       | 9     | 70          |
| 2015 | 1        | 1     | 120         |